# Partito Nazista Americano
Il Partito Nazista Americano (in inglese American Nazi Party, ANP) è un partito politico statunitense.
Il partito ha un'organizzazione e un'ideologia politica molto simile a quella del Partito Nazionalsocialista Tedesco dei Lavoratori e fa esplicitamente riferimento all'azione di Adolf Hitler nel tentativo di instaurare negli Stati Uniti un regime di stampo nazionalsocialista.

## Storia
Venne fondato nel febbraio del 1959 da George Lincoln Rockwell, che immediatamente si fregiò del titolo di "Comandante" rifiutando quello di "Segretario". La prima sede centrale del partito, ubicata a Arlington in Virginia, conteneva un centro per visitatori situato al numero 2507 della North Franklin. Dopo l'assassinio di Rockwell nel 1967 il movimento neonazista passò nelle mani di Matt Koehl che lo ribattezzò Partito Nazionalsocialista del popolo bianco.

## Scissioni e nuovi gruppi
Nel 1970 il NSWPP subì una scissione guidata da Frank Collin che si staccò dal movimento originario in quanto giudicava i successori di Rockwell troppo moderati e fondò il Partito Nazionalsocialista d'America.
Nel 1974 Robert Brannen e Cliff Herrington, due membri del NSWPP si distaccarono dal gruppo e fondarono il National Socialist American Workers Freedom Movement, successivamente divenuto noto come Movimento Nazionale Socialista. Il gruppo divenne col tempo il più grande e popolare a raccogliere l'influenza di Rockwell e l'unico ad aderire al World Union of National Socialists. Promulgandone inoltre al suo interno le ideologie nazionalsocialiste e antisemitiche, mediante una sorta di "culto satanico"; basato principalmente sul pensiero del noto giornalista complottista David Icke e di Zecharia Sitchin. Nel 2019 il partito passò sotto la guida di James Stern il quale chiese ad giudice di riconoscere i reati compiuti dall'NSM ed affermò l'intenzione di trasformare il sito del movimento in un memoriale della storia dell'olocausto.
Nel 1974 William Luther Pierce, studente di fisica che nel 1966 era stato scelto da Rockwell come editor di un periodico di partito, si staccò per fondare gruppo suprematista e terrorista National Alliance, ispirato al National Youth Alliance di Willis Carto, che fu tra i numerosi gruppi che si posero come successori del partito di Rockwell. Lo stesso Pierce inoltre fu il fondatore della religione cosmoteista.
Sempre 1974 il giovane Joseph Tommasi fondò il National Socialist Liberation Front dopo essere stato espulso dal NSWPP l'anno precedente 1973 in quanto giudicato troppo estremista. Nel 1969, Tommasi aveva creato il NSLF come ala giovanile dell'American Nazi Part (in cui nel 1970 lo stesso David Duke si era iscritto al movimento). Il nuovo partito acquistò grande successo nell'ambito dell'estrema destra americana prima dell'improvvisa morte di Tommasi nel 1975. Agli inizi degli anni '80 James Mason, anch'esso ex membro del NSWPP, riaprì il NSLF insieme ad alcuni supporter del criminale Charles Manson col nome di Universal Order. Lo stesso Mason successivamente ebbe un ruolo chiave nella formazione dell'Atomwaffen Division, gruppo terroristico neonazista ispirato alle idee di Rockwell, Tommasi e di Manson.
Alla fine degli anni '90 un nuovo gruppo d'ispirazione nazista nel 2014 ha assunto il nome di American Nazi Party, tale gruppo, guidato da Rocky Suhayda, si propone come autentico erede del pensiero di Rockwell affermando di essere connesso al partito originale ma in realtà sono due entità diverse senza correlazione. Il nuovo partito si pone come ancora più estremista dell'originale perché propugna con ogni mezzo la nascita di un nuovo ordine sociale d'impronta nazista. La sua sede principale si trova a Eastpointe, in Michigan.
Questo movimento politico partecipa ogni anno al convegno chiamato "Orgoglio bianco" e il suo motto principale si può riassumere con il programma delle quattordici parole: "Noi dobbiamo assicurare l'esistenza della nostra gente e un futuro per i bambini bianchi".